# Хушанг Машіян
Хушанг (Яков) Машіян (нар 17 грудня 1938) — ірансько-ізраїльський шаховий майстер.
1958 року здобув звання чемпіона Ірану. Тричі представляв національну збірну на шахових олімпіадах: 1958 в Мюнхені (+8 −7 =4), 1964 в Тель-Авіві (+4 −8 =1), і 1970 в Зігені (+2 −2 =6). Посів 14-е місце на турнірі Реджіо-Емілія 1970/71 (перемогу здобув Бруно Парма). Емігрував до Ізраїлю в середині 1970-х років.
На чемпіонаті Ізраїлю 1980 року в місті Тель-Авів Машіян став учасником найдовшої за кількістю ходів (193) і тривалістю (24 години 30 хвилин) результативної партії в історії шахів, яку програв.